# Ophichthus roseus
Ophichthus roseus är en fiskart som beskrevs av Tanaka, 1917. Ophichthus roseus ingår i släktet Ophichthus och familjen Ophichthidae. Inga underarter finns listade i Catalogue of Life.